# Trypeticus planisternus
Trypeticus planisternus är en skalbaggsart som beskrevs av Lewis 1897. Trypeticus planisternus ingår i släktet Trypeticus och familjen stumpbaggar. Inga underarter finns listade i Catalogue of Life.